# پاول گراچف
پاول گراچف (روسی: Па́вел Серге́евич Грачё́в؛ ۱ ژانویهٔ ۱۹۴۸ – ۲۳ سپتامبر ۲۰۱۲) یک سیاست‌مدار اهل اتحاد جماهیر سوسیالیستی شوروی بود.
وی برنده جوایزی همچون درجه پرچم سرخ، نشان لنین، شهروند افتخاری ایروان (۱۹۹۹) و قهرمان اتحاد شوروی شده‌است.